# Magistratura democrática
Magistratura democrática (en italiano: Magistratura democratica, MD) es una asociación italiana en la que se organizan los jueces y magistrados, especialmente a efectos de representación en los órganos de autogobierno de los jueces, en el Consejo Superior de la Magistratura. Se fundó en Bolonia, el 4 de julio de 1964.

## Historia
De entre las asociaciones judiciales, MD se caracteriza por mantener posturas ideológicas fundamentalmente de izquierdas, que se basan en la defensa de la autonomía e independencia del poder judicial respecto a los otros poderes del Estado; puntos de vista por los que, a menudo, ha encontrado puntos de coincidencia con los partidos de la izquierda del arco parlamentario. 
En 1969, MD defendió, desde tesis neomarxistas, una práctica jurídica alternativa en favor de la emancipación de las clases subordinadas. Tras la autocrítica producida en el Tercer Congreso de Magistratura democrática, celebrado en Rímini en 1977 y donde se consideró excesiva la politización de las decisiones judiciales, la asociación giró hacia el garantismo jurídico, una teoría de raíz liberal.
Magistratura democrática pertenece, a nivel europeo, a la Asociación Europea de Magistrados para la Democracia y las Libertades; y, en el ámbito nacional, a la Asociación Nacional de la Magistratura, en la que MD opera de manera independiente y en cuyo interior su peso ha ido creciendo paulatinamente: en las elecciones internas de 1999 y 2003 obtuvo el segundo lugar, tras el grupo centrista Unidad por la Constitución.
Magistratura democrática tiene unos novecientos afiliados en toda Italia.